# ليو بروستر
ليو بروستر (بالإنجليزية: Leo Brewster)‏ هو محامي وقاضي أمريكي، ولد في 16 أكتوبر 1903 في فورت وورث في الولايات المتحدة، وتوفي بنفس المكان في 27 نوفمبر 1979.